# No Tech for Apartheid
No Tech for Apartheid (NoTA), littéralement en français : Pas de technologie pour l'apartheid, est une campagne internationale qui vise à mettre fin au projet Nimbus, un contrat entre Google, Amazon et Israël. Tout commence par une lettre anonyme, d'octobre 2021, rédigée par des employés de Google et d'Amazon condamnant cet accord. Cette lettre donne finalement lieu à une campagne visant à faire pression sur les deux géants de la technologie pour qu'ils annulent le projet. Les employés affirment que le manque relatif de contrôle sur ce projet signifie qu'il sera probablement utilisé à des fins violentes. Selon les termes de l'accord, il semble que les entreprises concernées ne soient pas autorisées à refuser leurs services à des entités gouvernementales, ce qui signifie que même si certaines utilisations peuvent aller à l'encontre de leurs conditions d'utilisation, Google et Amazon ne sont pas nécessairement en mesure d'empêcher que les services fournis dans le cadre de Nimbus soient utilisés à des fins violentes. Les employés des deux sociétés dénoncent l'apartheid israélien, les atteintes aux droits de l'homme et sont rejoints par de nombreuses autres entreprises,.

## Lancement
En avril 2021, le ministère israélien des Finances annonce que Google et Amazon ont remporté l'appel d'offres pour « mettre en place et exploiter le projet Nimbus en Israël », décrit comme « un appel d'offres public massif qui permettra à Israël de construire ses propres centres de stockage cloud locaux pour un investissement d'environ 4 milliards de shekels ». En 2022, le magazine en ligne The Intercept « obtient » une mine de documents et de vidéos montrant exactement les types de produits que Google fournirait au gouvernement israélien, notamment « la gamme complète d'outils d'apprentissage automatique et d'intelligence artificielle disponibles via Google Cloud Platform », sans donner de détails sur la manière dont ils seraient utilisés. Cette ambiguïté a conduit les employés des deux entreprises à commencer à débattre en interne contre l'accord, et lorsque cela ne donne aucun résultat ni même ne suscite de réaction, les employés lancent une campagne externe pour faire pression sur leurs employeurs, suivant le modèle de la campagne « No Tech for ICE » (Pas de technologie pour l'ICE) de Mijente (en),,.

## Manifestations
Depuis sa création, NoTA a organisé de multiples manifestations, souvent à l'extérieur de conférences et de sièges sociaux d'entreprises dans plusieurs États américains et pays,.
En juin 2024, la campagne annonce un engagement dans lequel « plus de 1 100 étudiants et jeunes travailleurs issus de plus de 120 universités et s'identifiant comme étant dans le domaine des STIM ont signé un engagement à ne pas accepter d'emploi ou de stage chez Google ou Amazon tant que ces entreprises ne mettront pas fin à leur participation au projet Nimbus. ».

## Réponse de Google et Amazon
Google déclare à plusieurs reprises que son travail dans le cadre du contrat projet Nimbus « ne vise pas à des fins militaires » et qu'il n'est « pas lié aux armes ou aux services de renseignement ». Amazon n'évoque pas publiquement ce projet. En février 2024, cependant, le directeur de la Direction nationale israélienne de la cybersécurité aurait déclaré : « Des choses phénoménales se produisent au combat grâce au cloud public Nimbus, des choses qui ont un impact sur la victoire. Et je ne donnerai pas plus de détails. ».
En mars 2024, un ingénieur logiciel de Google Cloud est licencié après qu'une vidéo dans laquelle il criait « Je refuse de développer une technologie qui favorise le génocide », en référence au projet Nimbus, lors d'un événement organisé par l'entreprise, soit devenue virale. Le 16 avril, des dizaines d'employés participent à des sit-in au siège de Google à New York et à Sunnyvale pour protester contre la fourniture par Google de logiciels de cloud computing au gouvernement israélien. Les employés occupent le bureau du directeur général de Google Cloud, Thomas Kurian, tout en diffusant en direct cette manifestation pacifique. Neuf employés sont accusés d'intrusion et 28 sont licenciés, le nombre de licenciements atteignant plus de 50 personnes dans les jours qui ont suivi les manifestations,.
NoTA a critiqué Google en qualifiant cette mesure de « représailles flagrantes » à l'encontre des employés, y compris ceux qui n'étaient pas directement impliqués dans le sit-in. Google a nié avoir licencié des employés qui n'étaient pas directement impliqués et a affirmé que le projet Nimbus concernait des tâches non militaires conformes aux conditions d'utilisation de Google :

« Nous avons clairement indiqué que le contrat Nimbus concerne les charges de travail exécutées sur notre cloud commercial par les ministères du gouvernement israélien, qui acceptent de se conformer à nos conditions d'utilisation et à notre politique d'utilisation acceptable. Ce travail ne concerne pas les charges de travail hautement sensibles, classifiées ou militaires liées aux armes ou aux services de renseignement. »